# Ethelsville
Ethelsville est une municipalité américaine située dans le comté de Pickens en Alabama.
Selon le recensement de 2010, sa population est de 81 habitants. La municipalité s'étend sur 0,57 milles carrés (1,48 km2).

## Démographie
| 1960 | 1970 | 1980 | 1990 | 2000 | 2010 | - | - |
| ---- | ---- | ---- | ---- | ---- | ---- | - | - |
| 62   | 98   | 95   | 52   | 81   | 81   | - | - |